# (472138) 2014 BJ61
(472138) 2014 BJ61 es un asteroide perteneciente al cinturón de asteroides, descubierto el 29 de noviembre de 2013 por el equipo del Mount Lemmon Survey desde el Observatorio del Monte Lemmon, Arizona, Estados Unidos.

## Designación y nombre
Designado provisionalmente como 2014 BJ61.

## Características orbitales
2014 BJ61 está situado a una distancia media del Sol de 2,682 ua, pudiendo alejarse hasta 2,984 ua y acercarse hasta 2,380 ua. Su excentricidad es 0,113 y la inclinación orbital 12,979 grados. Emplea 1604,34 días en completar una órbita alrededor del Sol.
Pertenece a la familia de asteroides de (15) Eunomia.

## Características físicas
La magnitud absoluta de 2014 BJ61 es 16,39.